# Sture Carlson
Sture Carlson, född 21 september 1947 i Mariehamn, är en åländsk industriledare.
Carlson blev ekonomie magister 1976 och utsågs 1979 till verkställande direktör för den åländska livsmedelskoncernen Chips Abp. Under hans ledning växte bolaget till en av de ledande producenterna av chips och färdigmat i Norden med fabriker i flera nordiska länder och Baltikum. Chips Abp förvärvades 2005 av det norska företaget Orkla.